# Happiness (banda)
Happiness es un grupo de rock conformado por Alexandre Descargues (vocalista), Jussi Korhonen (bajo, coros), Mikko Pietinen (batería), Antti Eräkangas (guitarra) y Hans Hansen (guitarra). 
Es una banda originaria de Helsinki, Finlandia. Se formaron en el 2005 después de haber tocado en varias bandas de finales de los 90's. 
Su estilo lo definen como una mezcla de influencias de bandas como Smashing Pumpkins, Queens Of The Stone Age, Muse, Nine Inch Nails, Radiohead, Mew, Tool y Soundgarden. 
La mayoría de sus composiciones son en inglés. Las letras y portadas de los sencillos son fuertes por contener palabras altisonantes, connotaciones sexuales y política.
Debutaron con su álbum 66Ft Melodies en octubre de 2007; grabado en el Dynasty Recordings y lanzado al mercado por Warner Music Finland. 
El primer sencillo fue Accelerate en mayo de 2007, lo que los hizo tener una notable rotación. El segundo fue Need You en septiembre de 2007, pero éste fue censurado y criticado por algunos medios por contener la palabra "cock" en ella.
Al siguiente año lanzaron dos sencillos más, Eternal Sunshine Of A Communist Mind en mayo de 2008 y We Have Come In Means Of Terror en octubre de 2008.
Han sido teloneros de Marilyn Manson y My Chemical Romance, dándoles la oportunidad de tocar en el Jäähalli de Helsinki.

## Discografía
66Ft. Melodies (3 de octubre de 2007)

1. We Have Come In Means Of Terror
2. Eternal Sunshine Of A Communist Mind
3. Accelerate
4. Need You
5. Feels Like Flesh
6. Riotsong
7. Halo
8. Euphoria Skies
9. Fixes
10. Headrest
11. Anthem For The New Redeemer
12. LBJ

## Sencillos
- Accelerate

1. Accelerate 4'00"
2. Uh-merica 3'03"

- Need You

1. Need You 3'03"
2. Need You (un-cocked) 3'03"

- Eternal Sunshine Of A Communist Mind

1. Eternal Sunshine Of A Communist Mind 4'16"
2. Waiting For The Night (Live at Tavastia) 4'43"
3. Accelerate (Acoustic live at studio) 4'30"

## Videos
- Accelerate
- Need You (enlace roto disponible en Internet Archive; véase el historial, la primera versión y la última).
- Eternal Sunshine Of A Communist Mind (enlace roto disponible en Internet Archive; véase el historial, la primera versión y la última).
- We Have Come In Means Of Terror (enlace roto disponible en Internet Archive; véase el historial, la primera versión y la última).